# 성남오리뜰농악
성남오리뜰농악은 대한민국 성남 지역에서 전승되고 있는 농악이다. 이 농악이 주로 전승되었던 광주군 낙생면 구미리(九美里)는 오리뜰(현재 분당구 구미동 일원)이라 불렸는데, 이를 기반으로 대대로 이어지던 농악이다. 2017년 1월 17일 성남시의 향토문화재 제16호로 지정되었다.

## 개요
과거 광주군 낙생면 구미리(九美里)는 오리뜰(현재 분당구 구미동 일원)이라 불렸는데, 이를 기반으로 대대로 이어지던 농악이다. 웃다리농악의 한 갈래로 각 놀이 사이 또는 진풀이의 각 장단 사이에 삼잽이의 반주에 맞춰 경기도의 다양한 민요를 불러 노동의 고통을 풀어주고 능률을 높여주는 노동요로서 기능하는 등 농사일을 공동으로 하기 위한 마을 단위 조직인 두레농악의 전통을 잘 계승하고 있다. 경쾌하고 웅장한 사채가락이나 독특한 진풀이와 농사놀이, 육띠기, 삼잽이, 무동놀이 등의 특이한 놀이형식과 함께 상모벙거지의 화려한 금속장식과 방울장식 등이 특징적이다. 특히 3부 연창 형식의 사도소리가 특징인 오리뜰의 들노래(농사짓기 소리)와 거북놀이, 별감놀이, 다리 밟기, 줄다리기 등 농업 생산을 기반으로 하는 두레의 공동체적 집단유희들도 타 지역보다 활성화되어 있다.